# Gomont
Gomont ist eine französische Gemeinde mit 320 Einwohnern (Stand 1. Januar 2022) im Département Ardennes in der Region Grand Est (vor 2016 Champagne-Ardenne). Sie gehört zum Arrondissement Rethel, zum Kanton Château-Porcien und zum Gemeindeverband Pays Rethélois.

## Geografie
Die Gemeinde Gomont liegt an der oberen Aisne, etwa 35 Kilometer nordnordöstlich von Reims. Umgeben wird Gomont von den Nachbargemeinden Saint-Germainmont im Westen, Herpy-l’Arlésienne im Nordosten, Blanzy-la-Salonnaise im Südosten sowie Balham im Südwesten.

## Bevölkerungsentwicklung
| Jahr                       | 1962 | 1968 | 1975 | 1982 | 1990 | 1999 | 2006 | 2018 |
| Einwohner                  | 415  | 394  | 342  | 309  | 292  | 320  | 319  | 324  |
| Quellen: Cassini und INSEE |      |      |      |      |      |      |      |      |

## Sehenswürdigkeiten

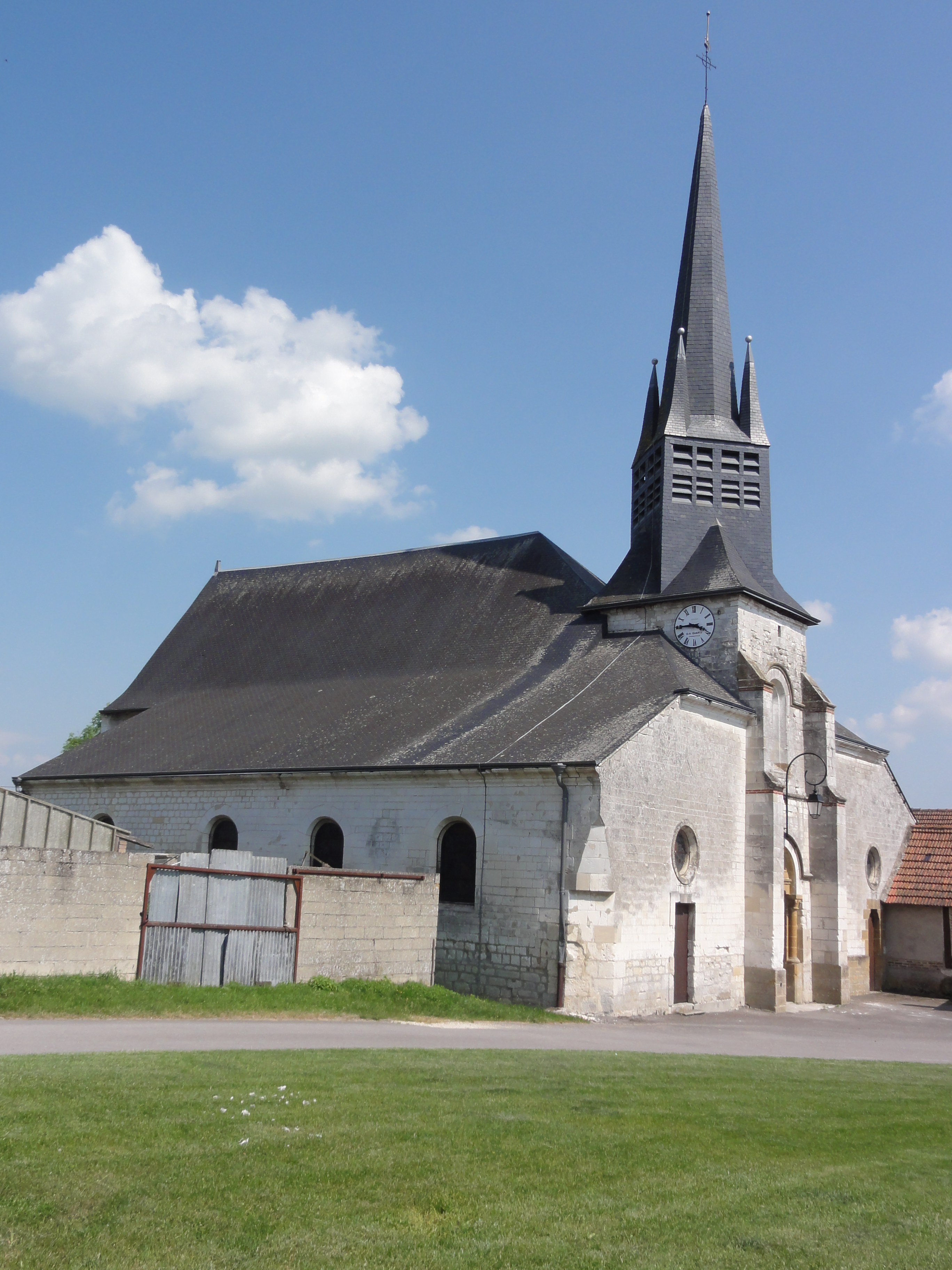
Kirche Saint-Quentin

- Kirche Saint-Quentin